# Gossypium darwinii
Gossypium darwinii là một loài thực vật có hoa trong họ Cẩm quỳ. Loài này được G.Watt mô tả khoa học đầu tiên năm 1907.